# Nitrato de magnésio

O Nitrato de Magnésio é um sal higroscópico da fórmula Mg(NO3)2 [(H2O)x no qual x= 2, 6 e 0] (massa molar 256,41 g / mol). Este material anidro é higroscópico, formando rapidamente o hexa hidrato ao ficar no ar. É muito solúvel em água e etanol. 